# Campionato sudamericano femminile under 17 di calcio 2010
Il Campionato sudamericano femminile under 17 di calcio 2010, 2ª edizione della competizione organizzata dalla CONMEBOL e riservata a giocatrici Under-17, si è giocato a San Paolo, in Brasile tra il 28 gennaio e l'11 febbraio 2010.
Il Brasile padrone di casa ha vinto il titolo per la prima volta. Le prime tre classificate si sono qualificate per il Campionato mondiale femminile under 17 di calcio 2010, a Trinidad e Tobago.

## Fase a gruppi

### Gruppo A
| Squadra  | G | V | P | S | GF | GS | DR  | P.ti |
| -------- | - | - | - | - | -- | -- | --- | ---- |
| Brasile  | 4 | 4 | 0 | 0 | 28 | 1  | +27 | 12   |
| Paraguay | 4 | 2 | 1 | 1 | 9  | 6  | +3  | 7    |
| Bolivia  | 4 | 2 | 1 | 1 | 5  | 4  | +1  | 7    |
| Perù     | 4 | 1 | 0 | 3 | 3  | 13 | -10 | 3    |
| Ecuador  | 4 | 0 | 0 | 4 | 1  | 22 | -21 | 0    |

| 29 gennaio 2010 | Bolivia | 3 – 0 | Perù |  |

| 29 gennaio 2010 | Ecuador | 0 – 3 | Paraguay |  |

| 31 gennaio 2010 | Perù | 3 – 1 | Ecuador |  |

| 31 gennaio 2010 | Brasile | 3 – 0 | Bolivia |  |

| 2 febbraio 2010 | Paraguay | 4 – 0 | Perù |  |

| 2 febbraio 2010 | Ecuador | 0 – 15 | Brasile |  |

| 4 febbraio 2010 | Bolivia | 1 – 0 | Ecuador |  |

| 4 febbraio 2010 | Brasile | 5 – 1 | Paraguay |  |

| 6 febbraio 2010 | Paraguay | 1 – 1 | Bolivia |  |

| 6 febbraio 2010 | Perù | 0 – 5 | Brasile |  |

### Gruppo B
| Squadra   | G | V | P | S | GF | GS | DR  | P.ti |
| --------- | - | - | - | - | -- | -- | --- | ---- |
| Cile      | 4 | 2 | 2 | 0 | 9  | 3  | +6  | 8    |
| Venezuela | 4 | 2 | 1 | 1 | 7  | 4  | +3  | 7    |
| Argentina | 4 | 2 | 1 | 1 | 5  | 4  | +1  | 7    |
| Colombia  | 4 | 2 | 0 | 2 | 6  | 5  | +1  | 6    |
| Uruguay   | 4 | 0 | 0 | 4 | 2  | 13 | -11 | 0    |

| 28 gennaio 2010 | Cile | 2 – 2 | Venezuela |  |

| 28 gennaio 2010 | Colombia | 3 – 1 | Uruguay |  |

| 30 gennaio 2010 | Venezuela | 1 – 0 | Colombia |  |

| 30 gennaio 2010 | Argentina | 1 – 1 | Cile |  |

| 1º febbraio 2010 | Uruguay | 1 – 4 | Venezuela |  |

| 1º febbraio 2010 | Colombia | 3 – 1 | Argentina |  |

| 3 febbraio 2010 | Cile | 2 – 0 | Colombia |  |

| 3 febbraio 2010 | Argentina | 2 – 0 | Uruguay |  |

| 5 febbraio 2010 | Uruguay | 0 – 4 | Cile |  |

| 5 febbraio 2010 | Venezuela | 0 – 1 | Argentina |  |

## Fase finale

### Semifinali
| San Paolo 9 febbraio 2010, ore 15:50 | Cile            | 4 – 1 | Paraguay | Estádio do Pacaembu\| Arbitro: \| Shirley Cornejo \| |
| Arbitro:                             | Shirley Cornejo |       |          |                                                      |

| San Paolo 9 febbraio 2010, ore 18:00 | Brasile        | 6 – 2 | Venezuela | Estádio do Pacaembu\| Arbitro: \| Melany Bermejo \| |
| Arbitro:                             | Melany Bermejo |       |           |                                                     |

### Finale per il terzo posto
| San Paolo 11 febbraio 2010, ore 18:00 | Paraguay               | 0 – 1 | Venezuela | Estádio do Pacaembu\| Arbitro: \| Claudia Inés Umpiérrez \| |
| Arbitro:                              | Claudia Inés Umpiérrez |       |           |                                                             |

### Finale
| Arbitro: | Jesica Salomé Di Iorio |

|  |           |                                                                    |
|  | Marcatori | 12’, 74’ Beatriz 23’, 41’ Paz 76’ Vicenzo 80’ Machry 83’ Cristiano |